# Ardez
Ardez (Duits (verouderd): Steinsberg; Italiaans (verouderd): Ardezzo) is een plaats in het Zwitserse kanton Graubünden, behorend tot de gemeente Scuol. Het telde eind 2013 als afzonderlijke gemeente 425 inwoners. In 2015 hield de gemeente Ardez op te bestaan.

## Fotogalerij van de Ruina chanoua bij Ardez

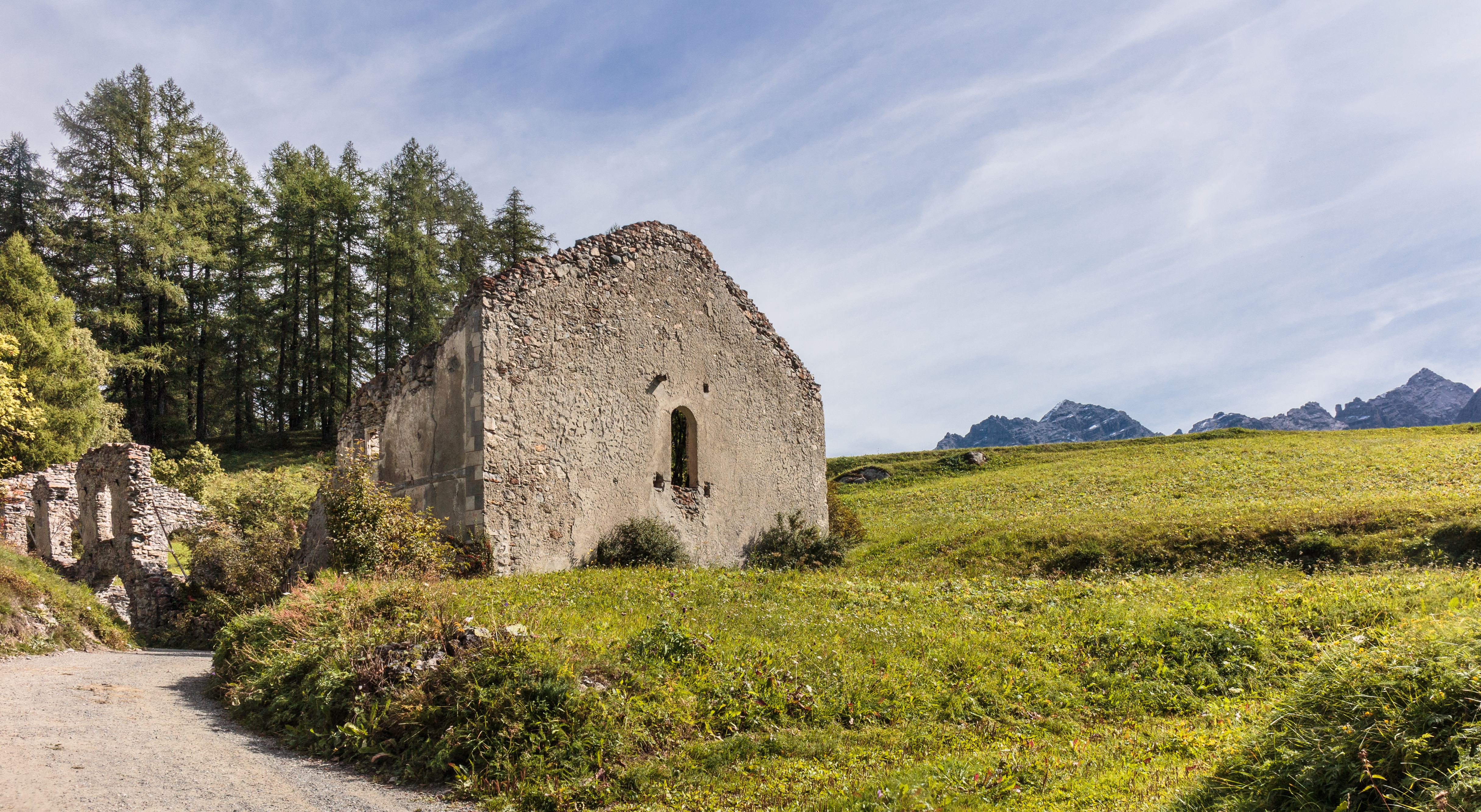
West side.
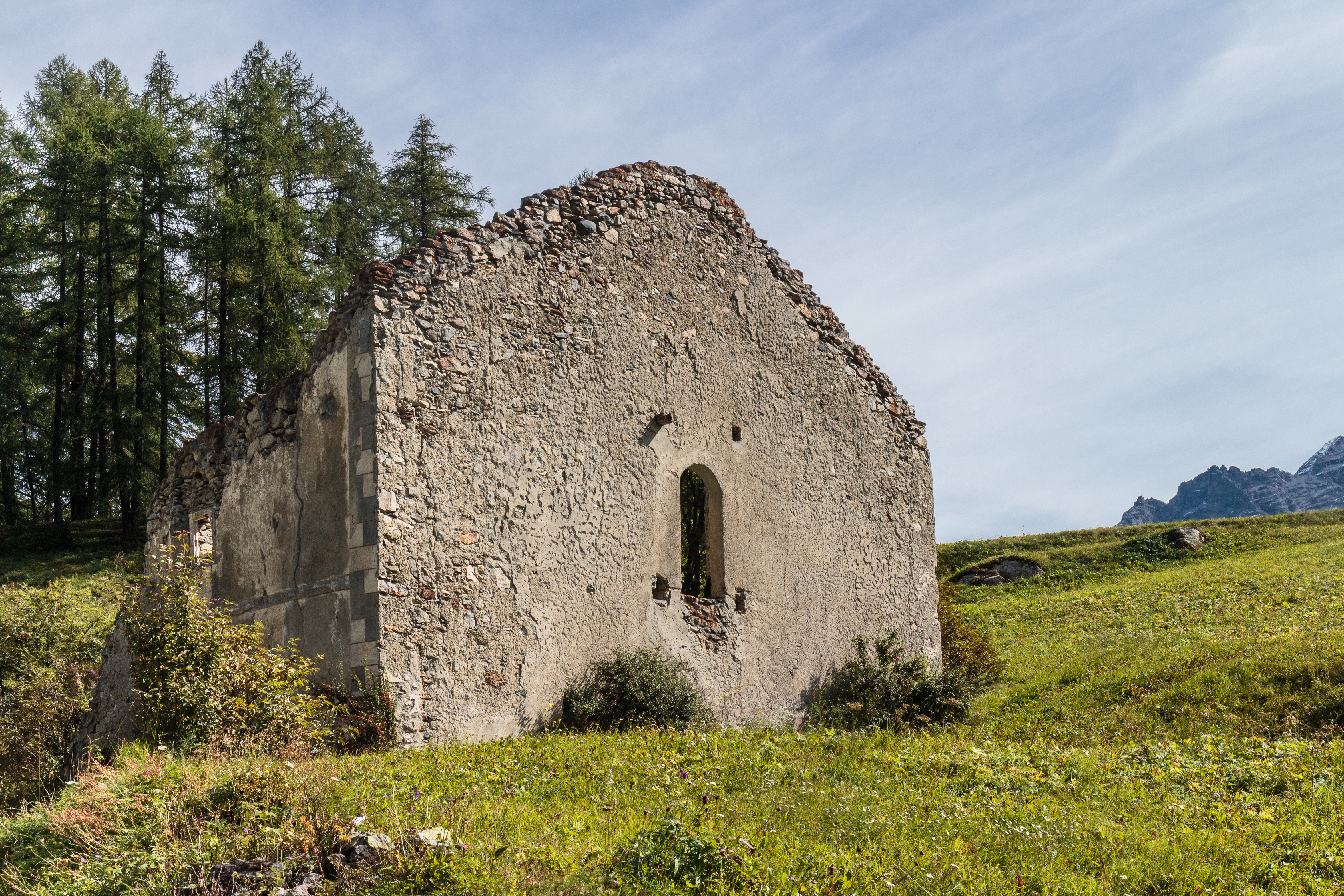
West side.
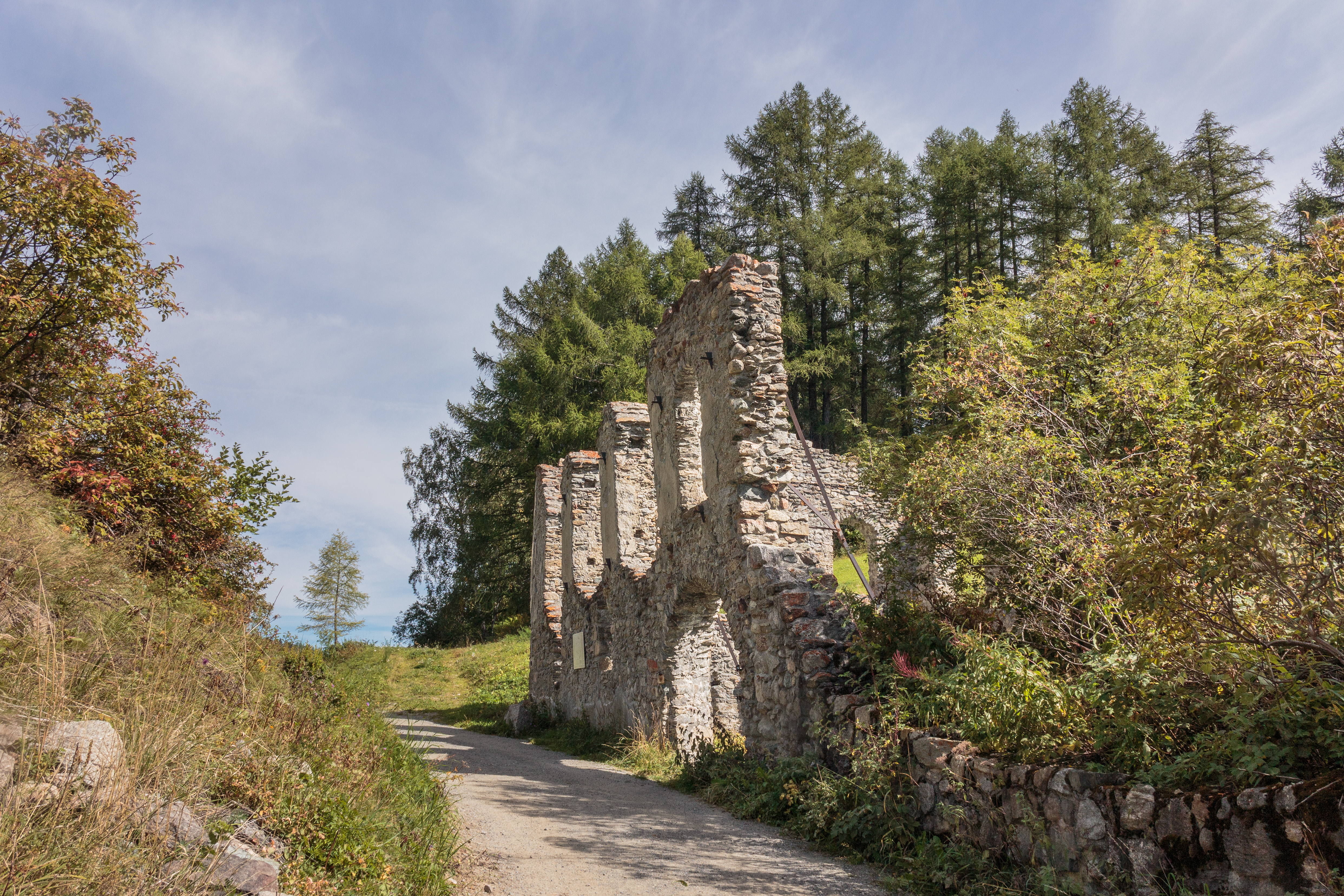
North side.
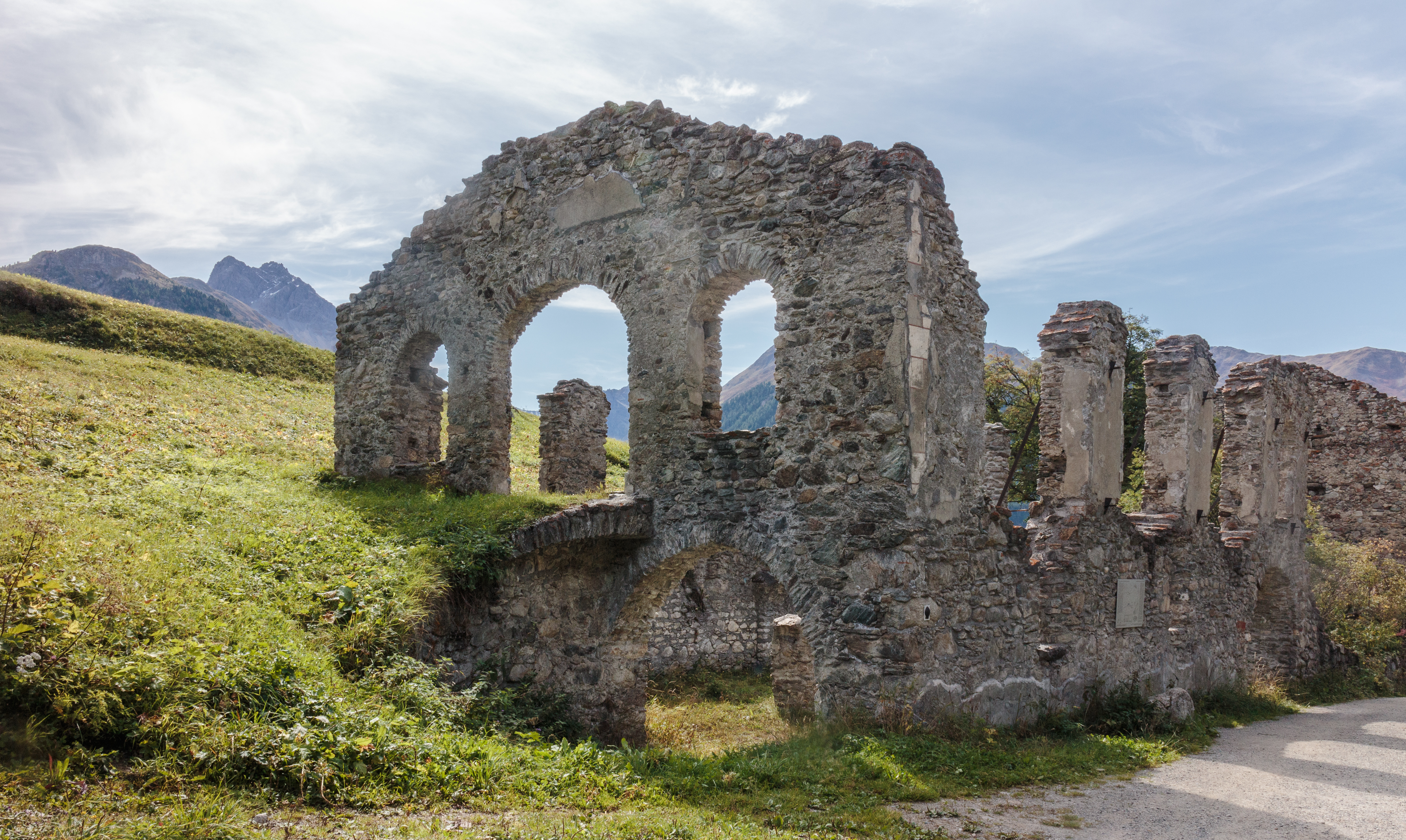
East side.
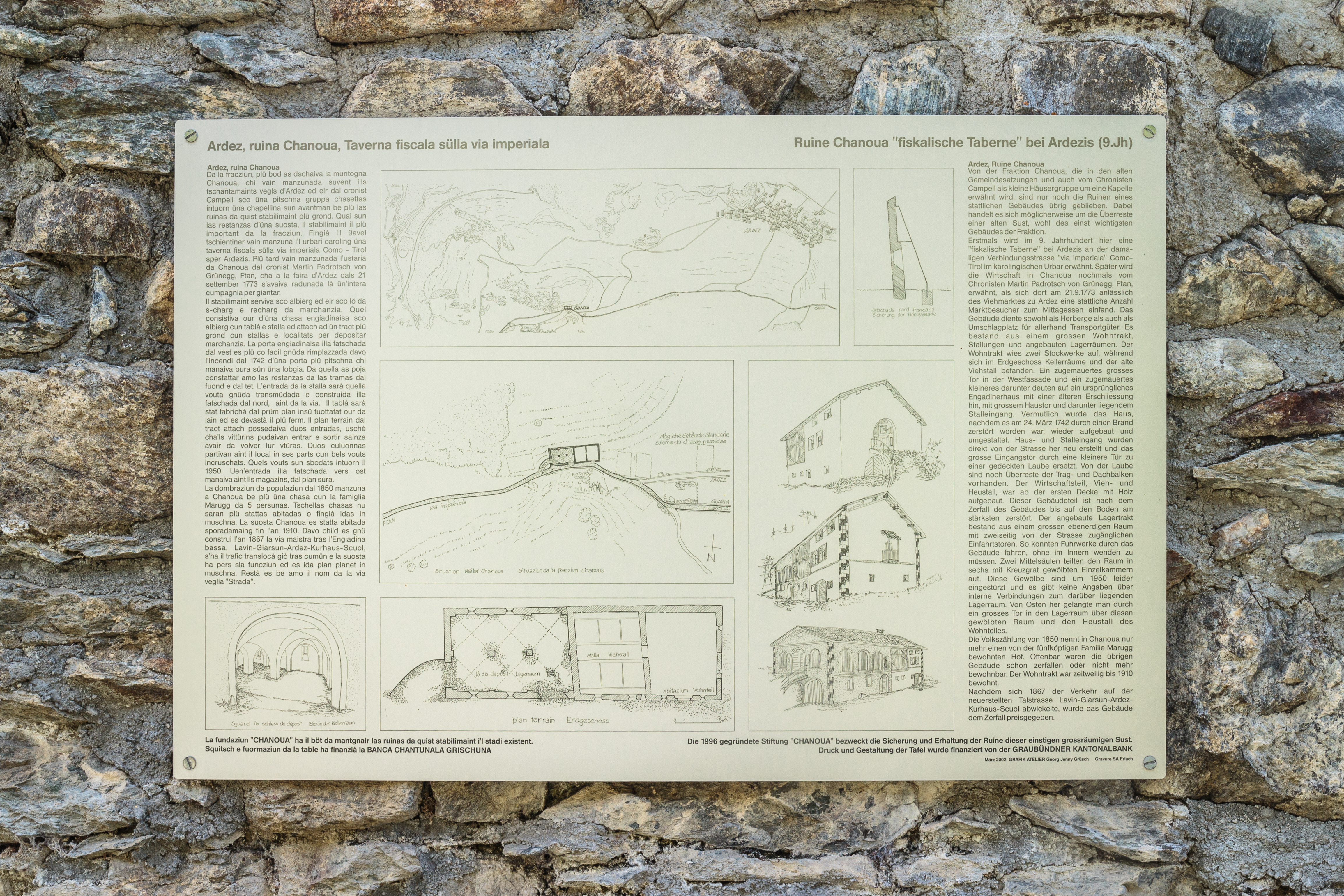
Informatiepaneel.

- Gemeinsame Normdatei: 4265511-0
- Historisch woordenboek van Zwitserland: 001520
- Historical Dictionary of Switzerland#Lexicon_Istoric_Retic: 145
- Virtual International Authority File: 247293116
- WorldCat: E39PBJh4wdC7q9RTrCMXV3DjG3